# Laotische Küche

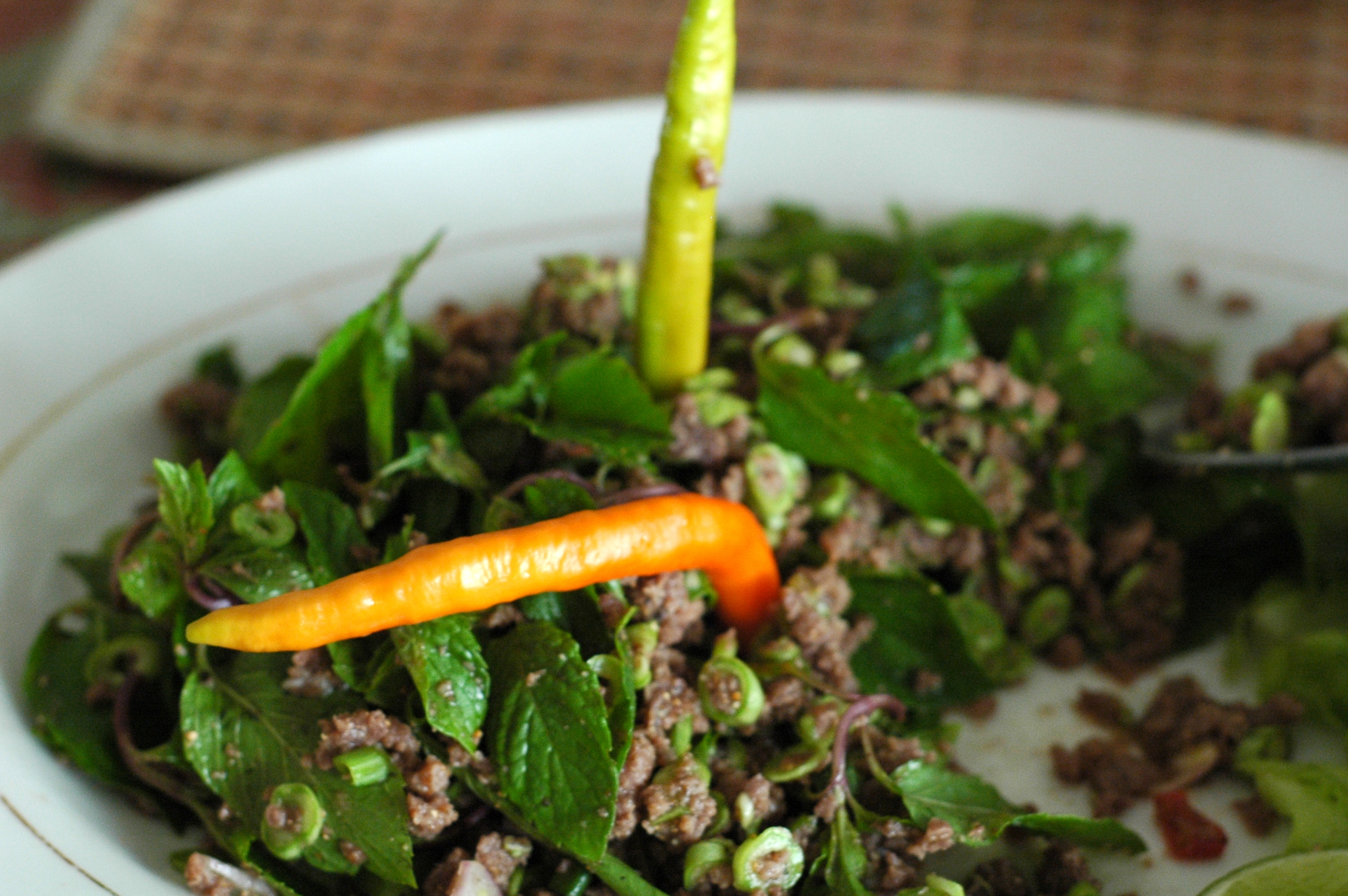
Larb

Die laotische Küche ist die Landesküche von Laos. Sie ist beeinflusst von der thailändischen und der vietnamesischen Küche, in der Hauptstadt Vientiane auch von der französischen Küche. Es gibt verschiedene Regionalküchen.
Hauptnahrungsmittel in Laos sind Klebreis und Fisch aus dem Mekong. Reis wird zu jeder Mahlzeit des Tages gegessen.
Als Nationalgericht gilt Laap (auch Larb geschrieben), ein Salat aus mariniertem Fleisch und/oder Fisch sowie Gemüse, Kräutern und Gewürzen. Fleisch und Fisch können dabei gekocht oder roh sein. Es wird auch zu festlichen Anlässen und bei Hochzeiten serviert.
Zum Frühstück wird oft Klebreis mit an der Sonne getrocknetem Rindfleisch (siehe Pemmikan) mit Salz und Zucker serviert. Verbreitete Beilagen sind auch jao mak len, eine Paste aus Chili und Fisch, oder padek, eingelegter gesalzener und fermentierter Fisch, der ein Grundnahrungsmittel ist, frische Mangos, geriebene Kokosnuss, Tamarinden und gebratene Eier. Zu einer Hauptmahlzeit gehören außer Reis meist eine Suppe, Gemüse und Fisch oder Fleisch sowie eine scharfe Würzsauce. Süßspeisen werden häufig mit Kokosmilch zubereitet.
Jeder Haushalt in Laos besitzt einen Mörser, einen Wok und einen Reiskocher, der aus einem Bambuskorb und einer hohen Metallpfanne besteht, die mit Wasser gefüllt wird.

## Lebensmittel und Zutaten
Die Hauptzutat der laotischen Küche ist Klebreis. Der Pro-Kopf-Verbrauch an Klebreis in Laos ist der höchste der Welt.
Die laotische Küche besitzt zahlreiche typische Zutaten, einige Beispiele sind:
- Gewürze und Kräuter

- thailändischer Basilikum
- Dill
- Galgant
- Echter Sternanis
- Fischsauce
- Thai-Ingwer
- Ingwer
- Kaffernlimette
- Knoblauch
- Koriander
- Kurkuma
- Limette
- Minze
- Chili
- Schalotten
- Tamarinde
- Zitronengras

## Typische Speisen
- Laap (Larb)
- Tam Mak Hung, grüner Papaya-Salat
- Ping Sin, gegrilltes Rindfleisch
- Pin Kai, gegrilltes Hähnchen
- Ua No Mai, gefüllte Bambusschoten
- Keng No Mai Sai Yanang, eine Suppe aus Bambusschoten
- Or Lam Nok Kho, gekochte Wachteln
- Keng Tom Yum Pa Kho, eine Fischsuppe mit Zitronengras
- Sa Ton Sin Ngua, Rindfleischgericht
- Or Lam Sin Kuay, Gericht aus jungem Wasserbüffel
- Sai Ua Moo, Wurst aus Schweinefleisch
- Khao Poon Nam Phik, Reis mit Chili-Sauce
- Yum Kai Tom, gekochtes Huhn
- Pon Pa Leum, ein Fischgericht

## Getränke
Während des Essens wird in Laos fast nur Wasser getrunken. Weit verbreitet ist Zitronengrastee. Alkoholische Getränke wie z. B. das laotische Bier Beerlao und die Spirituosen Lao Hai und Lao Lao bietet man erst nach dem Essen zur „Gaumenreinigung“ an. Lao Hai ist ein dem Sake ähnlicher Schnaps, der aus Tonkrügen ausgeschenkt wird und meist mit einem Strohhalm getrunken wird. Lao Lao („Weißer Alkohol“) ist eine Art Whisky aus Klebreis.
Außerdem wird ein Kaffee namens Paksong angebaut, der auch teilweise exportiert wird. Er wird traditionell aus einem Glas mit etwas Kondensmilch und einem Schuss grünem Tee getrunken.